# PRETTY GOOD!
『PRETTY GOOD!』（プリティ・グッド）は、EARTHSHAKERの9枚目のオリジナル・アルバム。

## 概要
アメリカ合衆国のロサンゼルスでレコーディングされ、メンバーはロサンゼルスに1カ月滞在した。またプロデューサーとして、元「TOTO」のベーシスト・マイク・ポーカロが参加した。
前作のラフ＆ヘヴィ路線に、アメリカン・ヘヴィメタルの要素を盛り込んでいる。
2013年にタワーレコード限定で再発売した。

## 収録曲
（全作詞（特記以外）：西田昌史、全作曲（特記以外）：石原慎一郎）
1. BURNING HEARTS
2. ALL AROUND THE WORLD
3. SHE MAKES ME FEEL GOOD
  - 作曲：西田昌史
4. TOP SECRET
  - 作曲：西田昌史
5. IF TOMORROW COMES
6. DREAMS
7. I'M READY SO READY
8. NATURAL HEARTS
9. FIGHT IT OUT
  - 作詞：甲斐貴之 / 作曲：西田昌史
10. YOUR SONG
  - 作曲：西田昌史